# 지방도 제601호선
지방도 제601호선은 충청남도 금산군 부리면 양곡사거리와 추부면 신평 교차로를 잇는 충청남도의 지방도이다.
그리고 이 지방도에서 분기되는 국도 제17호선을 통해 통영대전고속도로의 추부 나들목으로 갈 수 있다.

## 연혁
- 2003년 2월 20일 : 지방도 노선 폐지 및 재지정으로 총연장이 17.2km에서 29.2km로 변경[1]
- 2012년 7월 1일 : 지방도 노선 조정[2]

## 주요 경유지
- 금산군
  - 부리면 양곡삼거리 - 양곡교 - 양곡리 - 평촌리 - (미개통 구간 : 신촌리)
  - 제원면 (미개통 구간 : 용화리) - 저곡리 - (제원대교앞 삼거리) - 제원교 - 제원삼거리 - 구억리 - 명곡리
  - 군북면 천을리 - 군북초등학교 - 두두리 - 동편리 - 조정리
  - 추부면 서대리 - 신평리 - 성대초등학교 - 신평삼거리 - 신평 교차로

## 중복 구간
- 금산군 제원면 (제원대교앞 삼거리) ~ 제원삼거리 : 국가지원지방도 제68호선과 중복

## 도로명
- 금산군 부리면 양곡삼거리 ~ : 적벽강로
- 금산군 제원면 용화리 ~ (제원대교앞 삼거리) : 용화로
- 금산군 제원면 (제원대교앞 삼거리) ~ 제원삼거리 : 금강로
- 금산군 제원면 제원삼거리 ~ 추부면 신평삼거리 : 군북로
- 금산군 추부면 신평삼거리 ~ 신평 교차로 : 서대산로